# Geografia de Uganda
Uganda é um país da África Oriental, que faz fronteiras, a norte com o Sudão do Sul, a leste com o Quénia, a sul com a Tanzânia e a oeste com a República Democrática do Congo. A Sudoeste faz fronteira com Ruanda.
O território está dividido em duas regiões de montanhas entre os ramos Ocidental e Oriental do Vale do Rift. No centro, corre o Vale do Alto Nilo, saindo do Lago Victoria (Nilo Victoria), formando o Lago Kyoga, e seguindo para desaguar no Lago Alberto, a noroeste. Desse lago, o rio segue para o norte como Nilo Alberto, em direção à fronteira com o Sudão do Sul, onde passa a ser denominado Nilo Branco.

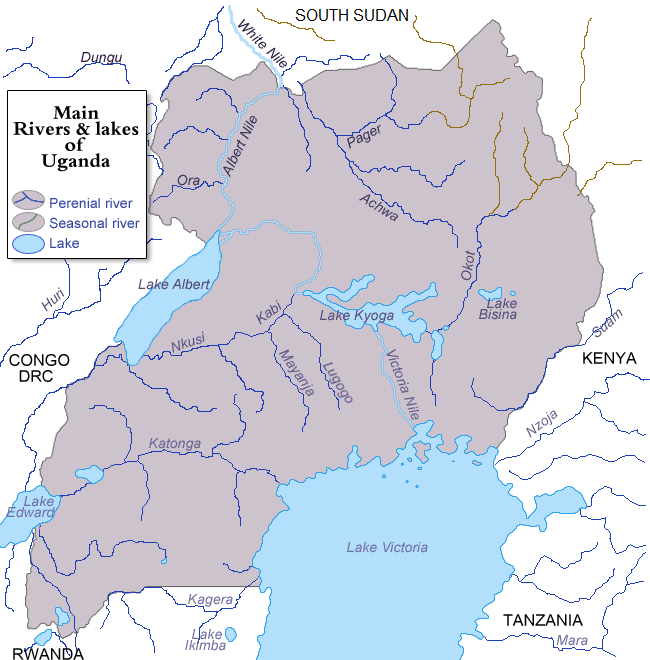
Rios e lagos do Uganda

Nas montanhas a leste, fazendo fronteira com a República Democrática do Congo, erguem-se os Montes Ruwenzori, um maciço montanhoso de vários picos nevados, com 5109 metros de altitude no Monte Stanley ou Pico Margarida, o ponto mais alto do país e o terceiro de toda África, a seguir ao Kilimanjaro e ao Monte Quénia). Ao sudoeste, na divisa com Rwanda e também com a República Democrática do Congo, encontram-se os Montes Virunga com picos de mais de 3000 metros de altitude e formações vulcânicas ativas. Estes dois perfis geológicos são consequência da atividade tectônica do Vale do Rift.
A leste, na fronteira com Quênia, localiza-se o Monte Elgon com 4321 metros em seu ponto mais alto. É um vulcão extinto em um maciço vulcânico, com outros sub-cones numa área aproximada de 3500 km², ramificado da cadeia marginal do Vale do Rift Oriental.
Por ser uma região de relevo acidentado e vales profundos e extensos no centro e sul, a pluviosidade é abundante, por consequência da umidade das florestas equatoriais. Períodos de estiagem regulares acontecem mais ao norte e nordeste, onde predominam as savanas.